# Abdel Taarek ( Influenceur)
Abdel Taarek , de son vrai nom Hadj-Abdeldjebar , né le 18 mai 1999 à Marseille de nationalité française et d’origine algérienne , a débuté en tant qu’influenceur , acteur , et humoriste en 2023.
Il se fait d'abord connaître sur Internet avec ses vidéos humoristique, ses punchlines , et ses expression iconiques . En 2023 il se fait repérer sur les réseaux et se fait contacter pas des directeur de casting afin d’avoir un rôle dans une série « Terrain sensible  » rôle dans lequel il joue le personnage de Michele . En 2024 il participe à une émission de dating « love machine » sur la chaîne 6play il viens en tant que prétendant pour la charmante Marwa Merazka . À ce jour, il  possède plus de 120000 abonnés sur les réseaux sociaux .